# Valtournenche (comune)
Valtournenche (pron. fr. AFI: [valtuʁnɑ̃ʃ] , Vótornéntse in patois valdostano) è un comune italiano sparso di 2 224 abitanti della Valle d'Aosta nordorientale.

## Origini del nome
Il toponimo del comune di Valtournenche trae il suo nome dalla valle di cui fa parte.
In particolare, Valtournenche deriverebbe dalla denominazione Valle Tornina, forma scritta presente nella bolla papale di papa Alessandro III in cui prende sotto la sua protezione la diocesi di Aosta e, quindi, le comunità della Valtournenche. La denominazione Valle Tornina, come il toponimo di Torgnon, deriverebbero dal termine Tor, riconducibile alla classe di parole che identificherebbero un monte (come Pic, Piz, Pizzo), probabilmente riferendosi al monte Cervino, che si staglia sull'intera Valtournenche.
Vótornéntse è il toponimo in patois valdostano, mentre la forma italianizzata Valtornenza fu usata durante il fascismo. La grafia omofona Valtournanche è stata usata dal 1946 al 1976.

## Geografia fisica

### Territorio
Valtournenche occupa la parte alta della valle omonima e confina a sud con i comuni di Antey-Saint-André e Chamois, a ovest con Bionaz, a nord con Zermatt (Svizzera) e a est con Ayas.

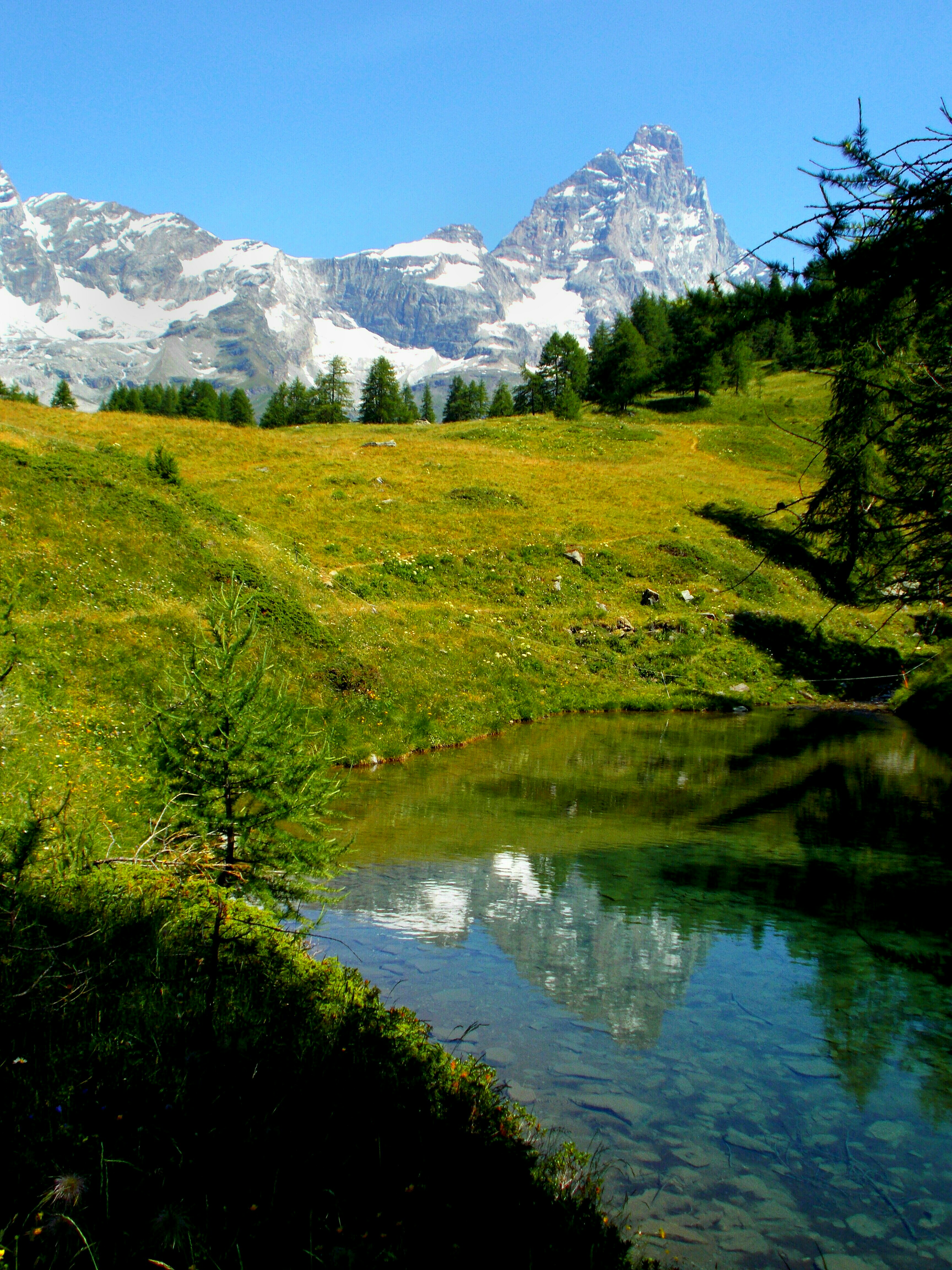
Il Cervino riflesso nei Laghi del Layet

Il capoluogo Pâquier si trova in una conca nella parte alta della vallata della Valtournenche. L'abitato è distribuito su un pendio ripido e ha un notevole dislivello altimetrico, che aumenta ancora di più se si contano le frazioni staccate dal paese; si va dai 1 330 metri s.l.m. di Moulin ai 1 700 di Loz e ai 1 860 circa di Les Perrères. Il villaggio di Breuil-Cervinia è posto ai piedi del monte Cervino (4478 m) a un'altitudine compresa tra i 2 005 e i 2 200 metri. Il dislivello totale è di 870 metri. Si raggiunge la massima elevazione con la vetta del Cervino.
Sul territorio del comune di Valtournenche scorre il torrente Marmore che sorge dai ghiacciai del gruppo del Monte Rosa e del Cervino. Sono, inoltre, presenti diversi piccoli bacini naturali di acqua, i più celebri sono il Lago Blu e i Laghi del Layet, e tre grandi bacini d'acqua artificiali: il lago di Maën, il lago di Cignana e il lago Goillet.
Sul territorio comunale si stagliano numerose vette, tra cui le Grandes Murailles, il Bec del Pio Merlo, il Grand Tournalin, il Petit Tournalin, la Motta di Pleté, la Becca d'Aran, la Becca di Nana, il Pancherot, il Mont Seriola, lo Château des Dames, la Testa Grigia, la Testa del Leone, il Furggen e, ovviamente, il Cervino.
Nel territorio comunale, a 3 488 metri di altezza, è ubicata la stazione meteorologica di Plateau Rosa, che risulta essere quella alla quota più elevata dell'intero territorio nazionale italiano.

### Clima
Il clima di Valtournenche è di tipo alpino. A seconda delle altitudini delle frazioni, gli inverni sono più o meno lunghi. Gli inverni, in generale, sono caratterizzati da temperature che quasi sempre non superano 0 °C e le nevicate sono frequenti. In estate le precipitazioni non sono né troppo abbondanti né troppo scarse e la temperatura si aggira sui 20 °C.

## Geografia antropica

### Frazioni
Il comune è composto dai seguenti frazioni, villaggi e località:
Les Arsines, Avouil, La Barmasse, Les Battendières, Le Bioley, La Brengaz, Le Breuil (in precedenza, Breuil-Cervinia), Chaloz, Champcartanaz, Champlève, Les Châtelards, Cheneil, Cheperon, Les Clous, Crépin, Le Cret, Crétaz, Le Crêt-des-Perrères, Le Crou-Dessous, Le Crou-Dessus, Duerche, L'Évette, Facebelle, La Fontanaz, Le Glair, La Glarénaz (La Glaéa), Le Gouffre-des-Busserailles, Le Lac-Bleu, Les Laviels, Losanche, Le Loz, Maën, La Maisonnasse, La Montat, Le Mont-Mené, Le Mont-Perron, Le Moulin, La Murenche, Pâquier (capoluogo), Pecou, Les Perrères, Pésonché, Pessey, Les Ponteils, Les Prés (Lé Prò), Promindot (Proméndó), Les Saix, La Servaz, Singlin, Tourtourouse, Ussin, Valmartin, La Venal.
La frazione capoluogo è Pâquier.
La frazione di Breuil-Cervinia è diventata nel corso degli ultimi decenni una realtà turistica invernale ed estiva di primissimo piano nello scenario internazionale.
La località di Cheneil, luogo di particolare bellezza naturalistica, è una delle poche frazioni valdostane non raggiungibili in auto.
Il lago di Cignana, uno dei più grandi bacini idroelettrici della Valle d'Aosta, sorge dove un tempo si trovava il villaggio di Tsignanaz, in parte demolito e in parte sommerso dalle acque del bacino.

## Storia
Le prime tracce di insediamenti umani risalgono alla preistoria. Nel Medioevo Valtournenche acquistò importanza per i commerci che si svolgevano attraverso il colle del Teodulo. Fino alla fine del XIV secolo l'intero territorio dell'attuale comune appartenne alla famiglia nobile dei Challant-Cly. Testimonianza della loro presenza fu la costruzione del castello di Planet, al Breuil. Dopo la ribellione dell'ultimo signore di Cly passò sotto la diretta sovranità del conte di Savoia che lo fece amministrare dai suoi castellani fino al 1550. Da qui in poi fu dato in feudo a diversi personaggi.
Il paese ebbe particolare importanza nel XIX secolo per via della crescente passione per l'alpinismo e per la presenza alla testata della valle del monte Cervino, che attirò molta attenzione degli alpinisti, anche stranieri, per la sua forma particolare e per la difficoltà dell'ascesa. Per questo motivo Valtournenche e, in particolare, il Breuil, passarono al centro dell'attenzione degli aristocratici del Grand Tour e personalità di spicco dell'epoca, tra cui Quintino Sella e i reali di casa Savoia. La vetta venne conquistata il 14 luglio 1865 da Edward Whymper e dai suoi sei compagni di scalata; tre giorni più tardi fu il turno della spedizione di Jean-Antoine Carrel e Amé Gorret, originari di Crétaz, una frazione di Valtournenche. Per ricordare la storia del paese e celebrare le guide del Cervino, a metà Ottocento nacque la Società Guide del Cervino, presso la cui sede a Breuil-Cervinia è stato inaugurato ad agosto 2012 il Museo delle Guide del Cervino.

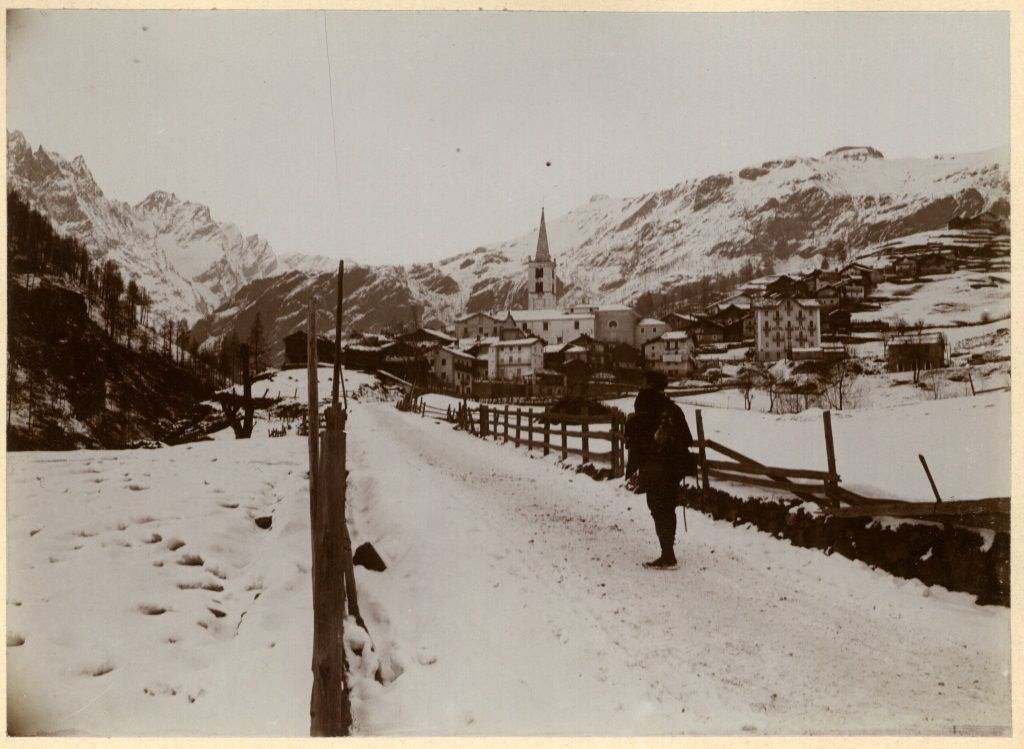
Panorama invernale da sud di Pâquier, nel 1900 circa

Nel 1928 vennero inaugurate le centrali idroelettriche di Maën e di Cignana, collegate tra loro, realizzate dalla SIP. Caratteristica della costruzione della diga di Cignana fu l'espropriazione dell'intero villaggio di Tsignanaz che venne completamente sommerso. Una cappella è stata ricostruita su richiesta degli abitanti del villaggio in un'altra posizione, superiore al battente d'invaso. Con la realizzazione degli impianti idroelettrici della Valtournenche venne allargata la strada carrozzabile, fino a sfociare nella realizzazione del tratto Pâquier-Breuil nel 1934.
Sempre nel 1934 Dino Lora Totino fonda la Società Anonima Cervino (l'attuale Cervino spa) e fa realizzare la prima funivia a Breuil-Cervinia: la Breuil-Plan Maison, inaugurata nel 1936.
Dagli anni 1930 iniziò un largo sviluppo del comune di Valtournenche trasformandosi in un importante polo turistico invernale, in particolare nella frazione di Breuil-Cervinia. Negli anni 1940 vennero realizzati a Pâquier i primi impianti sciistici fino ad arrivare alla frazione di Champlève e appena al di sotto di Cheneil sotto il nome di Alte Vette spa.
La prima ovovia, che raggiungeva la località Salette (2240 m s.l.m.), fu costruita nel 1974 ed era gestita dalla Cime Bianche S.p.A. Un anno più tardi vennero costruiti skilift che raggiungevano il Colle inferiore delle Cime Bianche. Nel 1982, con la costruzione dello skilift Gran Sometta, che raggiungeva il Colle superiore delle Cime Bianche, fu reso possibile il collegamento con gli impianti di Breuil-Cervinia. Negli anni 1990, a causa del calo di presenze e della diminuzione delle nevicate, la Cime Bianche divenne una società pubblica e così poté ammodernarsi: nel 1997 la vecchia cabinovia fu sostituita da una moderna ovovia a 12 posti, la cui stazione a monte venne costruita più a nord-ovest, dove nasce l'odierna Salette. Nel 2006 tutti gli skilift (con l'eccezione del Gran Sometta) vennero sostituiti da moderne seggiovie, anche se fu dismessa la seggiovia biposto Roisetta. Nel 2008 fu potenziato l'impianto di innevamento artificiale, espandendosi fino alla parte finale della Reine Blanche. Tra il 2011 e il 2012 la Cime Bianche si è fusa con la Cervino S.p.A.
Con un nuovo slancio di sviluppo, negli ultimi venti anni sono stati ammodernati numerosi edifici. Nell'estate 2022 è stato sostituito lo skilift Gran Sometta con una moderna seggiovia a sei posti e nel luglio del 2023 è stata inaugurata la nuova funivia Plateau Rosa - Piccolo Cervino (Matterhorn Alpine Crossing).

### Simboli
Lo stemma comunale e il gonfalone sono stati concessi con decreto del presidente della Repubblica del 17 novembre 1992.
È raffigurato il monte Cervino, che domina il bacino superiore della Valtournenche; l'attività alpinistica è evocata dalla figura di una piccozza e dalla corda. Quest'ultima è annodata con un nodo Savoia a ricordare che il territorio fece a lungo parte del dominio diretto dei conti, poi duchi di Savoia. L'azzurro del campo è tratto dallo stemma dei conti Passerin d'Entrèves (d'azzurro, alla croce di Sant'Andrea d'oro, accantonata da quattro stelle dello stesso).
La seconda partizione riprende i crescenti e lo smalto dello stemma degli Challant-Cly, che nel XIII e XIV secolo dominarono la Valtournenche (d'argento, al capo di rosso, alla banda di nero, attraversante sul tutto, caricata di tre crescenti d'oro, posti nel verso della banda). Le spighe, oltre a ricordare l'attività agricola del passato, sono un riferimento allo stemma della locale famiglia dei Carrel (d'azzurro, a tre spighe d'oro, in ventaglio).
Il gonfalone è un drappo partito di giallo e di azzurro.

## Monumenti e luoghi d'interesse

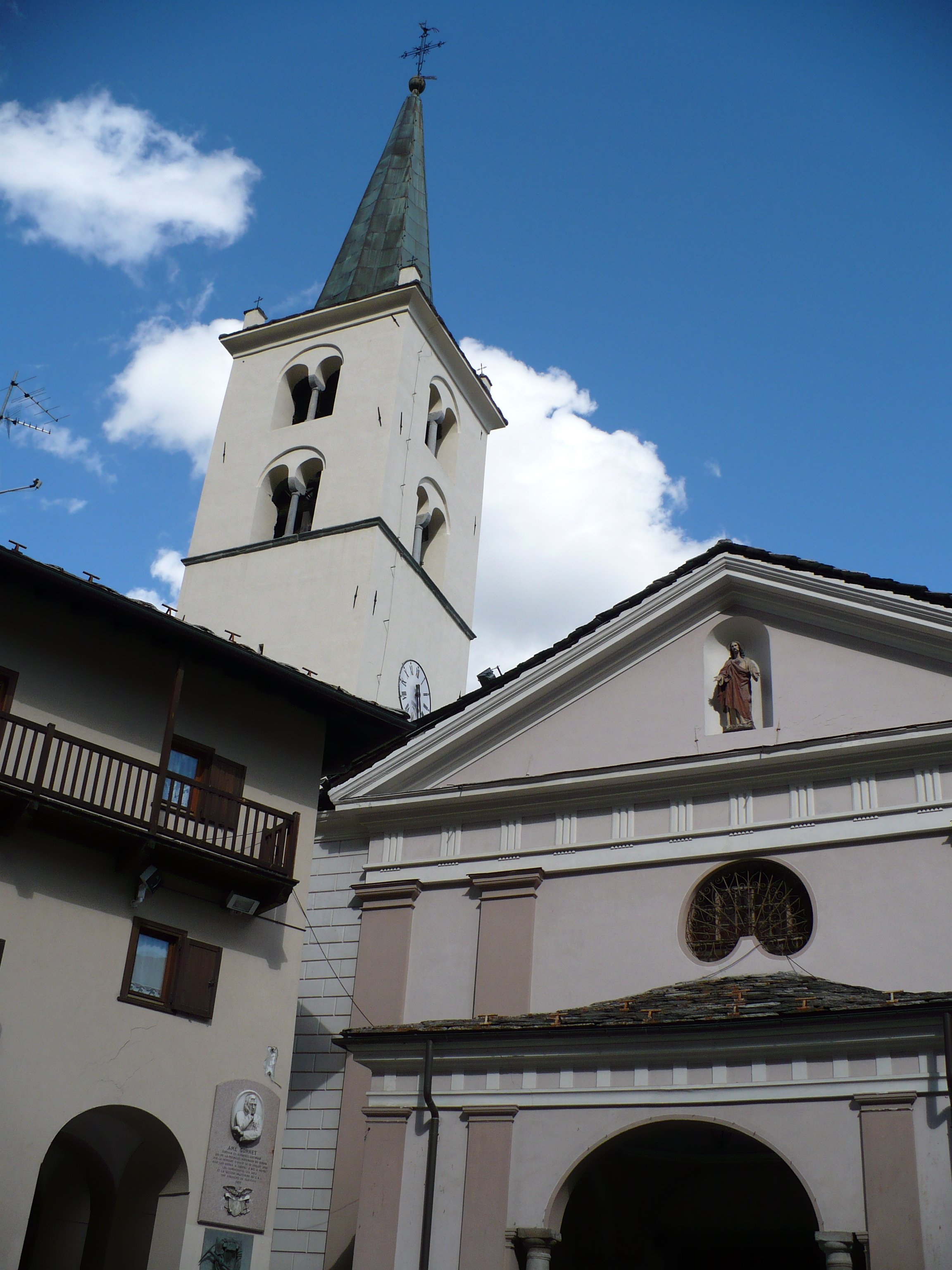
Chiesa parrocchiale di Sant'Antonio, nella Piazzetta delle Guide

### Architetture religiose
- Chiesa parrocchiale di Sant'Antonio. Risale al XV secolo ed è stata ampliata nel XIX secolo;
- Chiesa parrocchiale della Regina Vallis Augustanæ (a Breuil-Cervinia), costruita nel 1955;
- Cappella di San Crispino e San Crispiniano;
- Cappella di Notre-Dame-des-Ermites (al Breuil), edificata da Amé Perron e Jean-Antoine Aymonod nel XVI secolo;
- Cappella di Notre-Dame-de-la-Garde;
- Cappella di Notre-Dame-de-la-Guerison (al villaggio di Cheneil);
- Cappella di Madonna delle Nevi di Cignana;
- Cappella di Sant'Anna e San Giovanni Paolo II;
- Chiesetta degli Alpini, dedicata al Battaglione Alpini Sciatori Monte Cervino;
- Croce del Papa, dedicata a papa Giovanni Paolo II.

### Architetture civili
- Su di un'altura al Breuil, si trovano i ruderi del castello di Planet.
- Il borgo di Crétaz, esempio di borgo rurale valdostano dove si possono ammirare le architetture tipiche valdostane dei rascard.
- Piazza delle Guide, a Pâquier, dove sono presenti numerose targhe dedicate ai personaggi più illustri del paese.
- Villa del Seminario, a Crétaz.
- Villa Rey, a Breuil-Cervinia.
- La centrale idroelettrica di Maën, progettata dall'architetto Giovanni Muzio.
- La Casa del Sole a Breuil-Cervinia, progettata dall'architetto Carlo Mollino.
- La stazione di partenza e arrivo della funivia del Furggen, la Gran Baita, la stazione di arrivo del Plateau Rosa, progettate da Carlo Mollino.
- Il Rifugio Pirovano a Breuil-Cervinia, progettato dall'architetto Franco Albini.

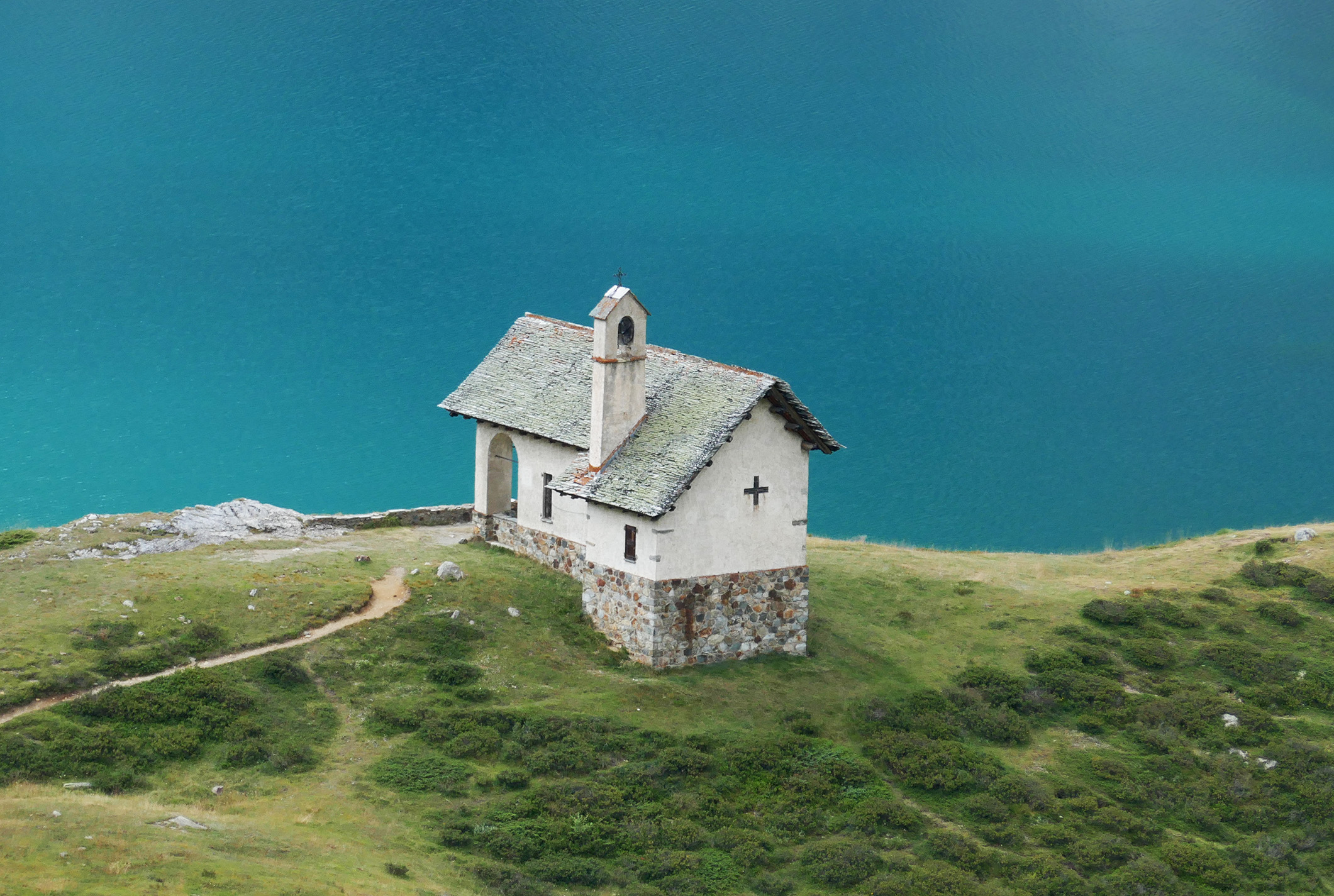
La Cappella di Madonna delle Nevi e il lago di Cignana

### Aree naturali e parchi
- Il Gouffre des Busserailles
- La Panchina gigante (fr. Grand banc) n. 168 sulla Motta di Pleté (la seconda della Valle d'Aosta e la più alta al mondo)
- Lago Blu
- Lago Goillet
- Lago di Maën
- Lago di Cignana
- Lago di Loz
- Lago di Les Perrères
- Baia delle Foche (fr. Baie des fourches)
- Laghi del Layet
- Parco Mike Bongiorno (Breuil-Cervinia)
- Parco Cravetto (Breuil-Cervinia)
- Belvedere (Crétaz)

## Società

### Evoluzione demografica
Abitanti censiti

### Lingue e dialetti
Come nel resto della regione, anche in questo comune è diffuso il patois valdostano, declinato nel patois di Valtournenche, il patois valtournain.
Un'iniziativa del comune ha promosso a partire da febbraio 2016 la segnaletica stradale quadrilingue, con il patois al primo posto, davanti all'italiano e al francese ufficiali, e all'inglese per favorire la comprensione dei turisti internazionali.

## Cultura

### Biblioteche
La sede della Biblioteca Comunale di Valtournenche è situata in frazione Crétaz, nella costruzione denominata Villa Marazzi che è stata, per molti anni, l'asilo infantile di molte generazioni di bambini del posto. Come altre biblioteche della regione Valle d'Aosta, anche quella di Valtournenche fa parte del circuito bibliotecario regionale.

### Scuole
A Valtournenche sono presenti due scuole dell'infanzia, due scuole elementari e una scuola media.
Le scuole dell'infanzia ed elementari sono presenti sia a Pâquier, sia a Breuil-Cervinia.
La scuola media è presente solamente a Pâquier, oggi ospitata dalla storica Villa del Seminario.

### Musei
- Museo delle Guide del Cervino, presso la sede della Società delle Guide del Cervino.
- Maison de l'alpage, a Pâquier.
- Ecomuseo del Vertice, situato al Segnavia 18E, ospitato nel fabbricato della CVA presso la diga del lago Goillet.[17]
- Mostra-museo "Una montagna di lavoro", alla vecchia stazione di arrivo della telecabina a Plateau Rosa[18][19].

### Eventi

#### Cervino CineMountain
Da 25 anni Valtournenche ospita il Cervino CineMountain, un festival cinematografico incentrato su film di montagna, di avventura e documentari naturalistici. Il Cervino CineMountain è membro dell'International Alliance for Mountain Film e assegna l'Oscar dei Film di Montagna, ossia il premio per il miglior film di montagna dei diversi festival di cinema di montagna membri dell'Alliance. Il Cervino CineMountain assegna anche Gran Premi, premi per i lungometraggi, per i medio e cortometraggi e per i film di animazione.

#### Settimana del Cervino
Dal 2019, nel mese di luglio, Valtournenche e Breuil-Cervinia ospitano anche la Settimana del Cervino, un evento che incentiva il contatto con la natura, la sostenibilità ambientale e il rispetto dell'ambiente di montagna con una rassegna di incontri culturali tra persone dello spettacolo, atleti, esperti sul tema della montagna e della natura, nonché spettacoli serali e passeggiate volte alla sensibilizzazione dei suddetti temi nei dintorni del borgo di Breuil-Cervinia.

#### Désarpa
Una volta l'anno, nel mese di settembre, è possibile ammirare la tradizionale transumanza chiamata nel patois locale Désarpa, dove i pastori lasciano i pascoli d'altura e si dirigono nelle stalle a valle. Il tutto è corredato dalla festa tradizionale.

## Economia

### Turismo
La principale risorsa economica di Valtournenche è il turismo, soprattutto quello invernale legato allo sci alpino.
L'azienda proprietaria degli impianti di risalita di Breuil-Cervinia e Valtournenche è la Cervino s.p.a. È la più grande azienda di Valtournenche, nonché una delle più importanti della Valle d'Aosta, e comprende anche i comprensori sciistici dei comuni di Torgnon e di Chamois.
L'offerta turistica invernale è completata dalle attività di heliski, freeride, arrampicata su ghiaccio, alpinismo invernale, sci alpinismo, percorsi per ciaspolate e piste di pattinaggio.
Su tutto il territorio comunale, nel periodo estivo è possibile fare trekking, escursionismo, arrampicata, ciclismo, mountain bike, alpinismo, vie ferrate e parchi avventura. La rete sentieristica, infatti, è molto ben sviluppata e articolata, per tutti i gradi di difficoltà.
Legato al turismo, è molto importante il settore dell'ospitalità. Sono numerose le strutture ricettive su tutto il territorio comunale. Importante è anche il settore commerciale, legato alle numerose attività presenti nelle principali frazioni della località.

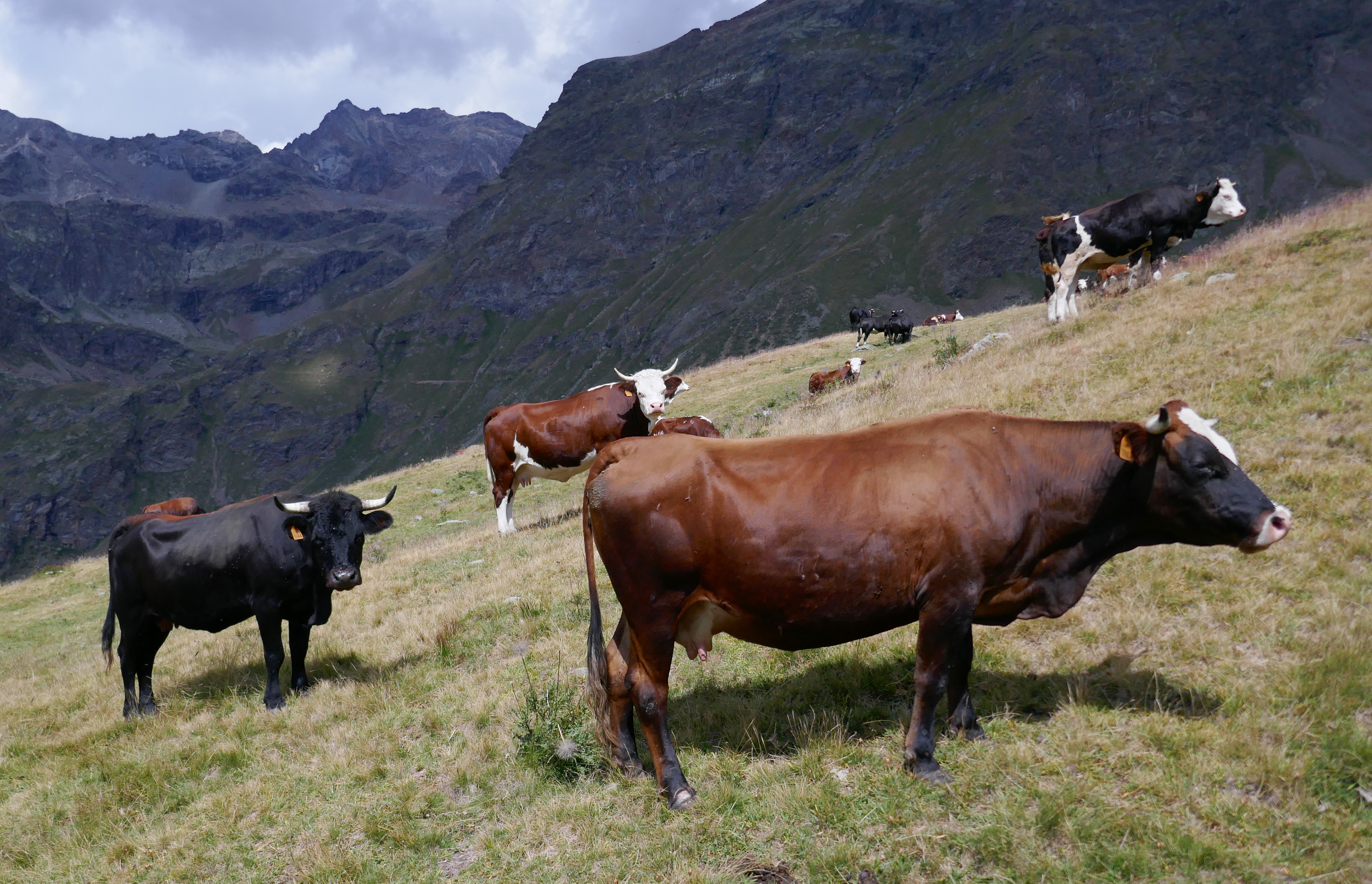
Un pascolo a Valtournenche

### Agricoltura
Storicamente strettamente legata al settore agricolo, Valtournenche è uno dei comuni della Valle d'Aosta ad avere il maggior numero di pascoli sul territorio regionale. La produzione di formaggi di alta qualità è, infatti, una delle principali fonti di reddito del comune.

### Energia
Come in molti comuni valdostani, anche nel comune di Valtournenche ha un ruolo importante la produzione di energia idroelettrica, attraverso due impianti gestiti dalla CVA:
- la centrale idroelettrica di Maën (collegata con la diga di Cignana)
- la centrale idroelettrica di Les Perrères, in località omonima, che sfrutta le acque dei torrenti La Vieille e Barmaz (pron. Bàrma).[20]

### Artigianato
Una delle attività tradizionali del comune di Valtournenche è la produzione di pietra ollare allo scopo di realizzare svariati oggetti, quali statuette, soprammobili, ecc.
Viene, inoltre, portata avanti una forte tradizione artigiana nell'intaglio del legno.

## Amministrazione
Valtournenche fa parte dell'Unité des Communes valdôtaines Mont-Cervin.
Di seguito è presentata una tabella relativa alle amministrazioni che si sono succedute in questo comune.
| Periodo         | Periodo         | Primo cittadino        | Partito          | Carica  | Note   |
| --------------- | --------------- | ---------------------- | ---------------- | ------- | ------ |
| 19 giugno 1985  | 24 maggio 1990  | Antonio Carrel         | -                | Sindaco | [ 23 ] |
| 24 maggio 1990  | 29 maggio 1995  | Antonio Carrel         | Union Valdôtaine | Sindaco | [ 23 ] |
| 5 giugno 1995   | 8 maggio 2000   | Antonio Carrel         | Union Valdôtaine | Sindaco | [ 23 ] |
| 8 maggio 2000   | 9 maggio 2005   | Giorgio Pession        | lista civica     | Sindaco | [ 23 ] |
| 9 maggio 2005   | 1º ottobre 2008 | Giorgio Pession        | lista civica     | Sindaco | [ 23 ] |
| 1º ottobre 2008 | 24 maggio 2010  | Domenico Chatillard    | lista civica     | Sindaco | [ 23 ] |
| 24 maggio 2010  | 11 maggio 2015  | Domenico Chatillard    | lista civica     | Sindaco | [ 23 ] |
| 11 maggio 2015  | 22 maggio 2018  | Deborah Camaschella    | lista civica     | Sindaco | [ 23 ] |
| 22 maggio 2018  | 22 maggio 2023  | Jean-Antoine Maquignaz | lista civica     | Sindaco | [ 23 ] |
| 22 maggio 2023  | "in carica"     | Elisa Cicco            | lista civica     | Sindaco | [ 23 ] |

## Sport
Lo sport a Valtournenche concerne soprattutto gli sport invernali. In particolare, la maggior parte delle competizioni sportive di rilievo in questo comune si sono tenute a Breuil-Cervinia. Nelle altre frazioni, invece, gli sport riguardano piuttosto gli sport tradizionali valdostani.

### Sci alpino

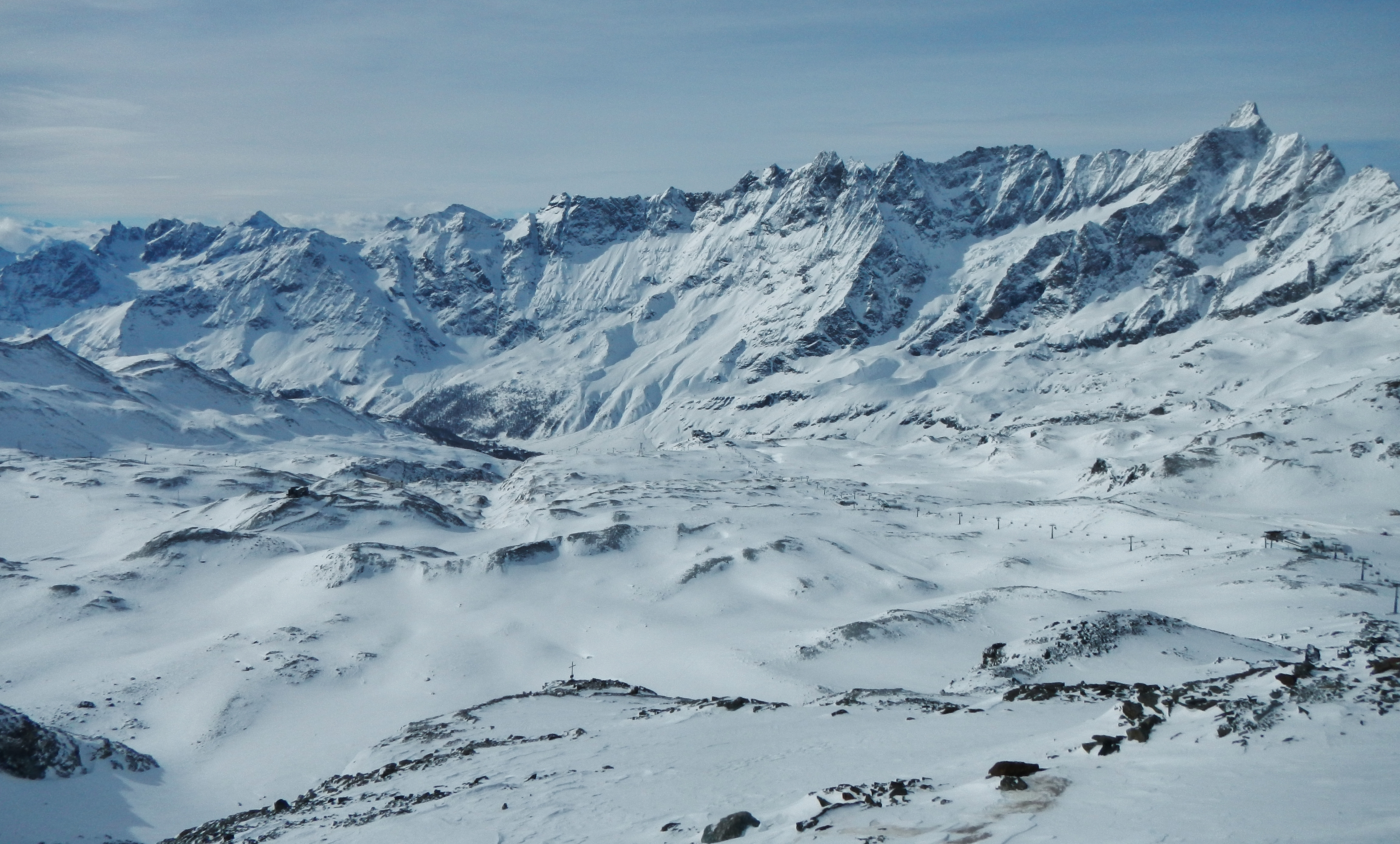
Panorama di parte del comprensorio di Breuil-Cervinia

#### A Breuil-Cervinia
Breuil-Cervinia ha ospitato la Coppa del Mondo di sci alpino femminile nella stagione 1977-1978 il 10 dicembre 1977, la prima volta nella storia della località alpina, con una tappa dedicata allo slalom speciale sulla pista di Cielo Alto. La competizione venne vinta dalla francese Perrine Pelen, seguita dalla connazionale Fabienne Serrat e da Hanni Wenzel, che vinse la classifica generale e la classifica di specialità dello slalom speciale della stagione.
A partire dalla stagione 2022-2023, Breuil-Cervinia e Zermatt (Svizzera) ospiteranno una tappa transfrontaliera della Coppa del Mondo di sci alpino. Sarà la prima volta nella storia della Coppa. Le gare che verranno disputate saranno di discesa libera e di super-g, sia maschile, sia femminile. La pista designata è la Gran Becca, frutto della commistione di più piste del comprensorio del Matterhorn Ski Paradise: gli atleti partiranno dai 3 899 m s.l.m della Gobba di Rollin, in territorio elvetico, percorreranno la pista Ventina, in territorio italiano, e arriveranno in prossimità della stazione di Cime Bianche Laghi. Il nome è quello del Cervino in patois valtournain.

#### A Valtournenche
Sulle piste del Bec Carré sono state ospitate anche diverse edizioni di Coppa Europa e competizioni di caratura nazionale di sci alpino.
Reine Blanche
Un evento sciistico goliardico che si tiene ogni anno è l'ormai nota Reine Blanche che percorre l'omonima pista. Si tratta di un gigantone a squadre in cui è possibile scendere sia con lo snowboard, sia con gli sci e vestendosi con costumi improbabili. L'edizione del 2022 è stata sponsorizzata dal noto marchio Red Bull.

### Alpinismo
Valtournenche è sempre stata patria del grande alpinismo mondiale, vista la presenza di vette iconiche presenti sul territorio comunale.
In particolare, il Cervino, soprattutto dalla seconda metà del XIX secolo, è stato in grado di attirare da tutto il mondo grandi nomi dell'alpinismo e dell'esplorazione tra cui Edward Whimper, Quintino Sella, Guido Rey, Luigi Amedeo di Savoia-Aosta, Walter Bonatti, Achille Compagnoni, Reinhold Messner, Kilian Jornet i Burgada.
Tanti altri grandi nomi dell'alpinismo e dell'esplorazione sono nati e cresciuti a Valtournenche, tra cui Jean-Antoine Carrel, Amé Gorret, Jean-Joseph Maquignaz, Luigi Carrel, Antonio Carrel, Hervé Barmasse.
La Piazzetta delle Guide a Pâquier ha sulle facciate degli edifici numerose targhe in onore ai grandi esploratori e alpinisti di Valtournenche.
Nel 1865, data della prima ascesa al Cervino, è stata fondata la Società Guide del Cervino, una delle più antiche d'Italia e una delle più importanti nel mondo.

### Snowboard cross
Breuil-Cervinia ha ospitato la Coppa del Mondo di snowboard cross per quattro volte, nelle stagioni 2018, 2019, 2020, 2022, diventando una tappa fissa del circuito. Breuil-Cervinia avrebbe dovuto ospitare anche una tappa nella stagione 2021, che venne annullata a causa della pandemia di COVID-19.

### Ciclismo
Per cinque volte Breuil-Cervinia è stata sede di arrivo di una tappa del Giro d'Italia, nel 1960, nel 1997, nel 2012, nel 2015 e nel 2018.
| Anno | Tappa | Partenza                   | km  | Vincitore di tappa | Maglia rosa      |
| ---- | ----- | -------------------------- | --- | ------------------ | ---------------- |
| 1960 | 12ª   | Asti > Cervinia            | 176 | Addo Kazianka      | Jos Hoevenaers   |
| 1997 | 14ª   | Racconigi > Cervinia       | 238 | Ivan Gotti         | Ivan Gotti       |
| 2012 | 14ª   | Cherasco > Cervinia        | 205 | Andrey Amador      | Ryder Hesjedal   |
| 2015 | 19ª   | Gravellona Toce > Cervinia | 236 | Fabio Aru          | Alberto Contador |
| 2018 | 20ª   | Susa > Cervinia            | 214 | Mikel Nieve        | Chris Froome     |

Le strade di Valtournenche hanno ospitato anche numerose edizioni del Giro ciclistico della Valle d'Aosta, un evento dedicato agli under-23 e che ha lanciato numerosi ciclisti di fama internazionale come Ivan Gotti e Fabio Aru.
In estate si può praticare il downhill su sentieri attrezzati. Nel 2011 sono stati inseriti altre due tracciati, che hanno portato a ben quattro i percorsi per la pratica del downhill e del freeride. Al 2014 il numero dei percorsi è pari a nove, includendo quelli che si sviluppano verso il paese di Valtournenche. La località punta fortemente su questa attività per il rilancio estivo del turismo. Molto nota la competizione della Maxiavalanche, che viene organizzata intorno ad agosto e che consiste in una discesa dai 3500 m del ghiacciaio del Plateau Rosa alla località di Breuil-Cervinia.

### Bob e skeleton
A Breuil-Cervinia era situata la pista di bob "Lac Bleu" che fu sede dei campionati mondiali per tre volte: nel 1971, nel 1975 e nel 1985; ospitò inoltre i campionati europei in quattro occasioni: nel 1969, nel 1973, nel 1987 e nel 1991. Nel 1991 fu definitivamente dismessa per via dei costi di gestione molto elevati e per il costo delle ristrutturazioni a cui la pista avrebbe dovuto sottoporsi.
La pista di bob avrebbe potuto essere un impianto olimpico in due occasioni: la prima con la candidatura della città di Aosta a ospitare i XVIII Giochi olimpici invernali nel 1998, assegnati poi alla città di Nagano. La seconda, quando l'impianto venne preso in considerazione per disputare le gare di bob, skeleton e slittino dei XX Giochi olimpici invernali di Torino 2006, ma venne scelto di costruire l'impianto olimpico di Cesana Pariol.

### Sci di velocità
Breuil-Cervinia fu teatro di diverse edizioni di competizioni di sci di velocità. La pista del Plateau Rosa fu spesso l'unica nel circuito che permetteva di registrare nuovi record della disciplina.
Zeno Colò qui registrò il suo record di 159,291 km/h nel 1947 che resistette per tredici anni, utilizzando sci normali e scendendo senza casco.
Nel 2005 si disputarono i Campionati del Mondo a Breuil-Cervinia.

### Sci alpinismo
Lo sci alpinismo a Valtournenche è un vero e proprio simbolo. Prima che venissero realizzati gli impianti di risalita, i cosiddetti campi da sci erano invasi da sciatori che praticavano lo sci alpinismo partendo da Breuil-Cervinia, arrivando a Plan Maison e, i più esperti e temerari, arrivando fino a Plateau Rosa, per poi scendere di nuovo a valle. Anche più a valle le escursioni non erano da meno, raggiungendo le pendici del Grand Tournalin, Cheneil, fino ad arrivare al comune limitrofo di Chamois.
Breuil-Cervinia, insieme a Gressoney-La-Trinité, ospita una delle più antiche e storiche gare di sci alpinismo: il Trofeo Mezzalama.

### Trail running
Il trail running ha un ruolo importante a Valtournenche. Sono numerose le competizioni che ogni anno vengono svolte sul territorio comunale. Tra le più importanti vi sono:
- Tor des Géants (punto di passaggio e ristoro); ogni anno a settembre.
- Cervino Matterhorn Ultra Race; a Breuil-Cervinia, sul tracciato del Tour del Cervino, ogni anno a luglio.
- Vertical Finestra di Cignana, a giugno.
- White Peaks, ad agosto.

### Sport tradizionali
A Valtournenche ha sede una sezione di tsan, noto sport popolare valdostano (tra i vari successi è da sottolineare la vittoria nel 1979 del campionato regionale di serie A).
Oltre allo tsan, in questo comune si gioca anche a palet.
A Breuil-Cervinia è presente un'arena per la bataille de reines.

### Strutture sportive

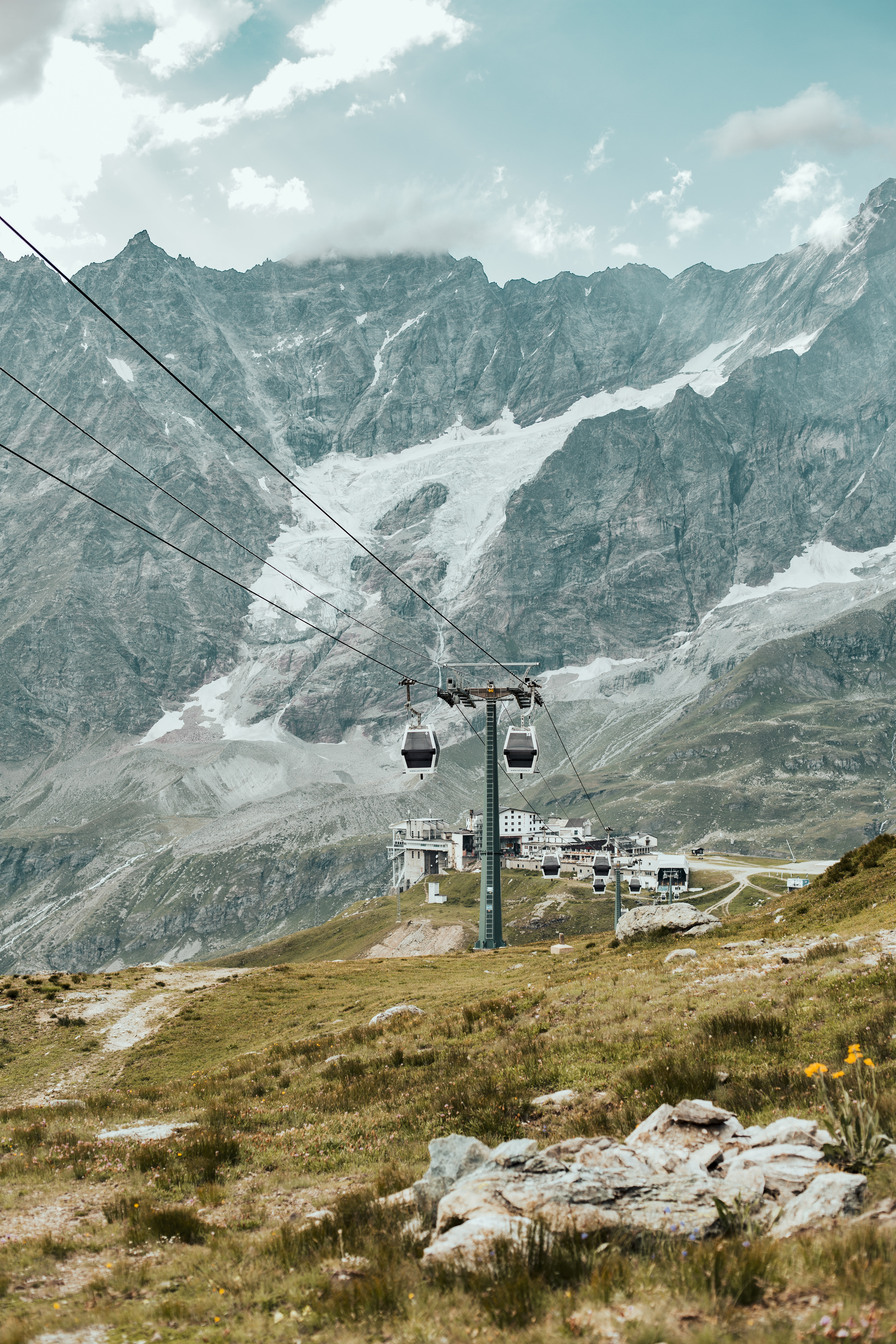
Impianto di Cime Bianche Laghi a Breuil-Cervinia

#### Sci alpino
Il comprensorio sciistico di Breuil-Cervinia e Valtournenche, conosciuto come Cervino Ski Paradise, è molto vasto ed è collegato con quello svizzero di Zermatt.
Breuil-Cervinia e Valtournenche assieme raggruppano venti impianti di risalita e circa 160 km di piste.

#### Sci nordico
A Valtournenche sono presenti due anelli per lo sci nordico:
- A Champlève;
- A Breuil-Cervinia.

#### Piscine
A Pâquier è presente una piscina semi-olimpica (che ha ospitato, tra l'altro, numerosi allenamenti della squadra nazionale di nuoto).

#### Palestre
A Valtournenche sono presenti due palestre:
- A Pâquier (in cui è presente anche una parete artificiale di arrampicata);
- A Breuil-Cervinia, nei pressi delle scuole elementari.

#### Ciclismo
Tra Breuil-Cervinia e Valtournenche si snoda una rete di sentieri adibiti alla pratica del ciclismo downhill molto importante, divenuta presto un riferimento per tutta la Valle d'Aosta.

#### Campi da golf
A Breuil-Cervinia è presente il campo da golf e il golf club più alto d'Europa (2050 m s.l.m.).
Consta di 18 buche e ha uno scenario mozzafiato che si affaccia sul Cervino, le Grandes Murailles e i ghiacciai del Monte Rosa.

#### Campi da tennis
A Valtournenche sono presenti due sedi con campi da tennis:
- A Pâquier (nei pressi della palestra);
- A Breuil-Cervinia (nei pressi della partenza del sentiero per la Chiesetta degli Alpini).

#### Campi da calcio
A Maisonnasse, nei pressi del lago di Maën.